# Adhemar Ferreira da Silva

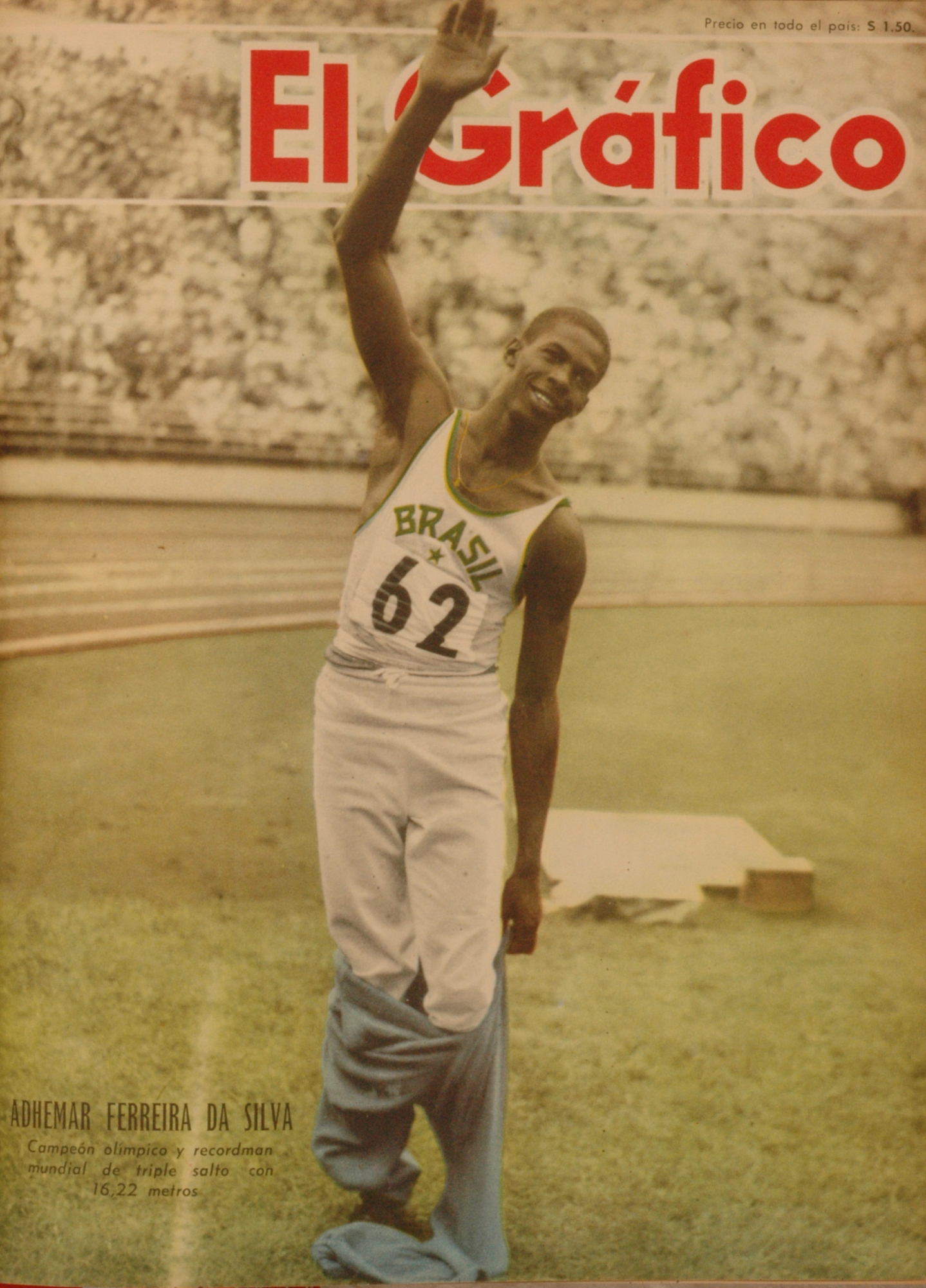
Adhemar Ferreira da Silva en la tapa de El Gráfico

Adhemar Ferreira da Silva (São Paulo; 29 de septiembre de 1927-ibídem; 12 de enero de 2001) fue un atleta brasileño especializado en triple salto. Ganó dos medallas de oro, una en los Juegos Olímpicos de Helsinki 1952 y otra en los Juegos Olímpicos de Melbourne 1956, y consiguió cuatro plusmarcas mundiales, la última en 1955 con 16,56 metros.

## Biografía
Nació en São Paulo, en el seno de una familia pobre, y comenzó a practicar el triple salto en 1947. Bajo las órdenes del entrenador alemán Dietrich Gerner pronto demostró su talento, consiguiendo el récord nacional y una plaza en el equipo brasileño de atletismo para los Juegos Olímpicos de 1948 celebrados en Londres, donde conseguiría la decimocuarta plaza. Cuatro años más tarde, en los Juegos Olímpicos de Helsinki de 1952 logró su primera medalla de oro gracias a los 16,22 metros saltados, revalidó la medalla de oro en los juegos de Melbourne de 1956 con un salto de 16,35 metros.
En 1959 actuó en la película Orfeu Negro, del director francés Marcel Camus, la cual logró el Oscar a la mejor película de habla no inglesa ese mismo año.

## Plusmarcas del mundo
- 16.01 metros (30 de septiembre de 1951, Río de Janeiro)
- 16.12 metros (23 de julio de 1952, JJ. OO. de Helsinki)
- 16.22 metros (23 de julio de 1952, JJ. OO. de Helsinki)
- 16.56 metros (16 de marzo de 1955, Juegos Panamericanos de 1955 en Ciudad de México)